# PledgeMusic
PledgeMusic fue una plataforma musical fundada en agosto de 2009, pensada para que artistas y bandas pudieran comercializar y distribuir proyectos musicales, incluyendo grabaciones, vídeoclips y conciertos, a modo de preventa (usando el modelo de micromecenazgo). En términos generales, presentaba algunas similitudes con otras plataformas de preventa musical como ArtistShare, Kickstarter, Indiegogo, Patreon, RocketHub y Sellaband. La compañía anunció que se enfrentaba a la bancarrota en mayo de 2019, después de un año en que los artistas reportaban demoras en los pagos. La plataforma fue liquidada finalmente el 31 de julio.
Durante su estadía en el mercado, artistas y bandas como Men at Work, Weird Al Yankovic, Erasure, Marillion, Echo & the Bunnymen y Andy Allo recurrieron a la plataforma para financiar sus proyectos musicales.